# Liste der Baudenkmäler in Westendorf (Allgäu)
Auf dieser Seite sind die Baudenkmäler in der schwäbischen Gemeinde Westendorf zusammengestellt. Diese Tabelle ist eine Teilliste der Liste der Baudenkmäler in Bayern. Grundlage ist die Bayerische Denkmalliste, die auf Basis des Bayerischen Denkmalschutzgesetzes vom 1. Oktober 1973 erstmals erstellt wurde und seither durch das Bayerische Landesamt für Denkmalpflege geführt wird. Die folgenden Angaben ersetzen nicht die rechtsverbindliche Auskunft der Denkmalschutzbehörde.
 Die Liste gibt den Fortschreibungsstand vom 7. September 2018 wieder und umfasst acht Baudenkmäler.

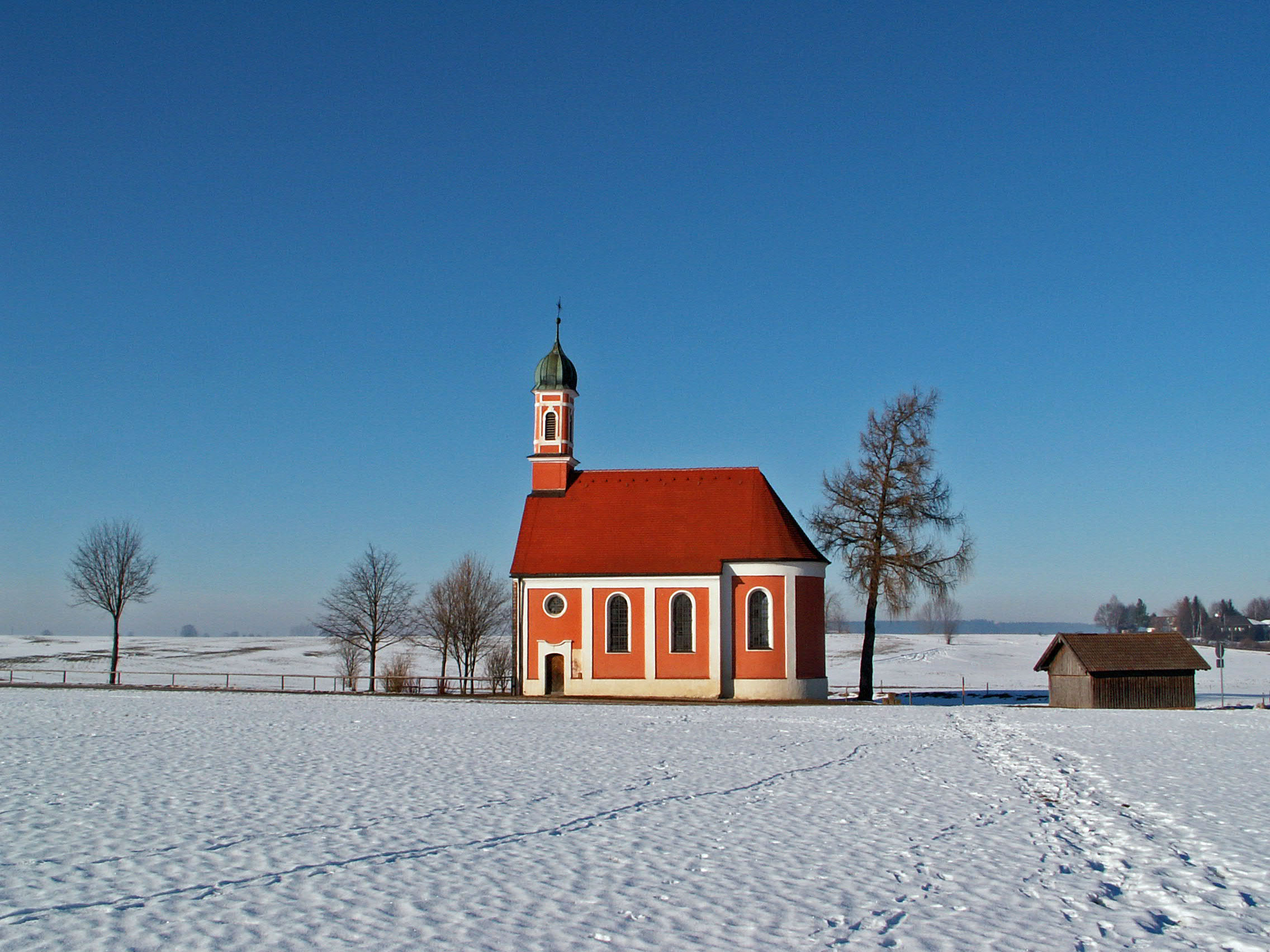
Antoniuskapelle bei Dösingen

## Baudenkmäler nach Gemeindeteilen

### Westendorf
| Lage                               | Objekt                              | Beschreibung | Akten-Nr.     | Bild                                |
| ---------------------------------- | ----------------------------------- | --- | ------------- | ----------------------------------- |
| An der Halde 10 (Standort)         | Ehemaliges Pfarrhaus                | Zweigeschossiger Satteldachbau mit Wirtschaftsteil mit zwei Korbbogentoren, 1714 von Thomas Windt erbaut. | D-7-77-182-1  | Ehemaliges Pfarrhaus                |
| An der Linde 1 (Standort)          | Katholische Pfarrkirche St. Michael | Saalbau mit Satteldach und Nordturm mit Spitzhelm, Turmunterbau spätgotisch, 1849/50 umfassender Umbau und Erweiterung; mit Ausstattung. | D-7-77-182-2  | Katholische Pfarrkirche St. Michael |
| Erzabt-Schmid-Straße 34 (Standort) | Gasthaus                            | Zweigeschossiger Satteldachbau mit Stichbogenöffnung und Fresko über dem Stall, Mitte 19. Jahrhundert. | D-7-77-182-3  | Gasthaus                            |
| Gutenberger Straße 49 (Standort)   | Bauernhaus                          | Zweigeschossiger Wohnteil des ehemaligen Mitterstallbaus mit Flachdach und Flugpfette, Mitte 16. Jahrhundert, Wirtschaftsteil erneuert, Fassadenmalerei Mitte 18. Jahrhundert. 2015/16 aufwändige Restauration der Fassade und des Dachstuhls, gefördert durch den Bezirk Schwaben, das Bayerische Landesamt für Denkmalpflege, die Bayerische Landesstiftung, den Landkreis Ostallgäu und die Gemeinde Westendorf. | D-7-77-182-11 | Bauernhaus                          |

### Dösingen
| Lage                      | Objekt                                     | Beschreibung | Akten-Nr.     | Bild           |
| ------------------------- | ------------------------------------------ | --- | ------------- | -------------- |
| Espachweg 26 (Standort)   | Bauernhaus                                 | Mittertennbau mit Wiederkehr, Flachdach über Flugpfette und Dachbalkenvorstößen, Tenntor mit Andreaskreuz und Zimmermanns-Inschrift, bezeichnet mit „1784“.                                                                                 | D-7-77-182-6  | Bauernhaus     |
| Kapellenweg 6 (Standort)  | Bauernhaus                                 | Zweigeschossiger Mittertennbau mit Flachdach und Korbbogentor, im Kern 18. Jahrhundert, Mitte 19. Jahrhundert Umbau. | D-7-77-182-7  | Bauernhaus     |
| Kapellenweg 14 (Standort) | Katholische Kapelle St. Antonius           | Satteldachbau mit Rundbogenöffnungen und westlichem Dachreiter mit Zwiebelhaube, 1744; mit Ausstattung. | D-7-77-182-8  | weitere Bilder |
| Kirchstraße 12 (Standort) | Katholische Pfarrkirche St. Peter und Paul | Saalbau mit Satteldach, Nordturm mit Zeltdach und schlichter Wandgliederung, um 1400 Turmunterbau und Langhaus, Ende 15. Jahrhundert Chor errichtet, 1694 barockisiert, 1695 Sakristei, 1773 Vorzeichen, 1783 Turmoberbau; mit Ausstattung. | D-7-77-182-10 | weitere Bilder |

## Ehemalige Baudenkmäler
In diesem Abschnitt sind Objekte aufgeführt, die früher einmal in der Denkmalliste eingetragen waren, jetzt aber nicht mehr. Objekte, die in anderem Zusammenhang also z. B. als Teil eines Baudenkmals weiter eingetragen sind, sollen hier nicht aufgeführt werden. Aktennummern in diesem Abschnitt sind ehemalige, jetzt nicht mehr gültige Aktennummern.

| Lage                              | Objekt     | Beschreibung                                                                    | Akten-Nr.    | Bild |
| --------------------------------- | ---------- | ------------------------------------------------------------------------------- | ------------ | ---- |
| Dösingen Kirchstraße 4 (Standort) | Bauernhaus | Wohnteil mit Flachdach und Bundwerkkniestock, Anfang 19. Jahrhundert, erneuert. | D-7-77-182-9 | BW   |

## Abgegangene Baudenkmäler
In diesem Abschnitt sind Objekte aufgeführt, die früher einmal in der Denkmalliste eingetragen waren, jetzt aber nicht mehr existieren, z. B. weil sie abgebrochen wurden. Aktennummern in diesem Abschnitt sind ehemalige, jetzt nicht mehr gültige Aktennummern.

| Lage                             | Objekt   | Beschreibung                              | Akten-Nr.    | Bild     |
| -------------------------------- | -------- | ----------------------------------------- | ------------ | -------- |
| Dösingen Espachweg 10 (Standort) | Ausleger | Neuklassizistisch, bezeichnet mit „1874“. | D-7-77-182-5 | Ausleger |